# Sarah Desjardins
Sarah Desjardins (* 16. Juli 1994) ist eine kanadische Schauspielerin. Bekannt wurde sie durch ihre Rolle der Whitney in der Miniserie Clue, und als Jenna Hope in der YouTube-Premium-Serie Impulse. Desjardins spielte weiterhin in mehreren Fernsehserien mit. Sie spielte Catherine in der ersten Staffel der Syfy-Horrorserie Van Helsing, Maddy in den letzten vier Teilen der Netflix-Serie Project MC und Donna Sweett in der vierten Staffel der Horrorserie Riverdale. Seit 2022 spielt sie Callie in der Serie Yellowjackets.

## Kindheit
Desjardins ist in Vancouver, British Columbia geboren und aufgewachsen. Sie hat einen jüngeren Bruder.
Bereits in frühen Jahren wollte Desjardins Schauspielerin werden. Nachdem sie mit sechs Jahren bereits Interesse am Schauspielern zeigte, besorgten ihre Eltern ihr einen Agenten. Die mit dem Schauspiel verbundene Arbeit sowie die Kosten, Reisen und das nötige Auswendiglernen der Skripte veranlassten sie allerdings dazu, Desjardins erstmal von dem Schauspiel abzuhalten, mit der Möglichkeit, dass sie erneut damit anfangen könne, wenn sie in späteren Jahren noch immer Interesse zeige. In ihrer High-School-Zeit geriet Desjardins schließlich wieder zur Schauspielerei und legte sich einen Agenten zu.

## Karriere
Desjardins spielte als erste Rolle 2011 die jüngere Schwester von J.K. Rowling in dem vom Leben der Autorin handelnden Fernsehfilm Magic Beyond Words. Weiter übernahm sie Gastrollen in Supernatural und Imaginary Mary. Desjardins spielte in vielen Fernsehfilmen mit, unter anderem 2016 als Zara Darcy in Unleashing Mr. Darcy, einem modernen Remake von Stolz und Vorurteil. In 2017 spielte sie in Drink, Slay, Love, einem Liebesfilm über jugendliche Vampire, mit.

## Filmografie (Auswahl)
- 2011: Magic Beyond Words – Die zauberhafte Geschichte der J. K. Rowling (Magic Beyond Words: The JK Rowling Story)
- 2011: Clue (Fernsehserie, 5 Episoden)
- 2012: Kiss at Pine Lake (Fernsehfilm)
- 2013: Romeo Killer: The Chris Porco Story (Fernsehfilm)
- 2014: Red Machine – Hunt or Be Hunted (Into the Grizzly Maze)
- 2015: Truth & Lies (Fernsehfilm)
- 2016: Unleashing Mr. Darcy (Fernsehfilm)
- 2016: I Didn’t Kill My Sister (Murder Unresolved, Fernsehfilm)
- 2016: A.R.C.H.I.E.
- 2016: Van Helsing (Fernsehserie, 5 Episoden)
- 2016–2017: Project Mc² (Fernsehserie, 12 Episoden)
- 2017: Cold Zone – Die neue Eiszeit (Cold Zone)
- 2017: Drink Slay Love (Fernsehfilm)
- 2017: Woman of the House (Fernsehfilm)
- 2018–2019: Impulse (Fernsehserie, 20 Episoden)
- 2019–2021: Riverdale (Fernsehserie, 15 Episoden)
- 2021–2023: Yellowjackets (Fernsehserie, 13 Episoden)
- 2023: Float
- 2023: The Night Agent (Fernsehserie, 10 Episoden)
- 2024: Dead Boy Detectives (Fernsehserie, 2 Episoden)